# 2000年伊利诺伊州第一国会选区选举
2000伊利诺伊州第一国会选区联邦众议员选举于2000年11月7日举行，是一场旨在为美國伊利诺伊州第一国会选区选出第107届联邦国会代表的选举。时任美国民主党联邦众议员鲍比·拉什在党内初选中面临的主要对手是贝拉克·奥巴马，之后拉什获得了61%的选票，击败得票率为30%的奥巴马，其他候选人一共获得了余下的9%选票。之后拉什又在普选中以87%的得票率击败仅得票12%的美国共和党对手雷蒙德·沃汀利（Raymond Wardingley），成功取得连任。
奥巴马在这一次选举的失败中汲取了经验，之后先是在2004年的伊利诺伊州联邦参议员选举中成功当选为联邦参议员，并在2008年获选成为美国总统。

## 选区
伊利诺伊州第一国会选区是一个少数族裔占多数的选区。截止选举举行时，选区内65%的选民是非裔美国人。1990年美国人口普查后重新划分选区，第一国会选区九十年来首次延续到了郊区，不过选区内多达70%的居民都住在芝加哥。第一国会选会也是一个民主党占绝对优势的选区，从1966年开始，其美国国会共和党候选人仅有两次获得超过20%的选票。

## 背景

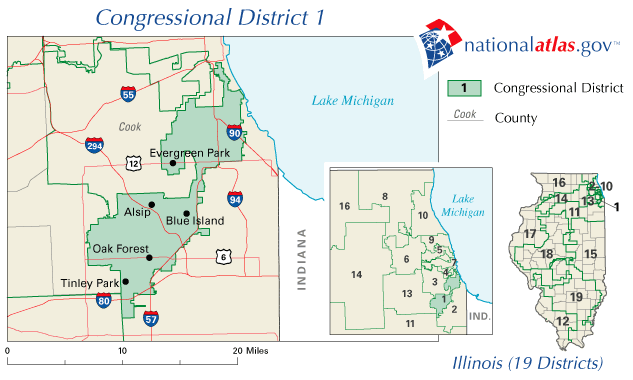
2003年起的伊利诺伊州第一国会选区

拉什曾在1960年代参与民权运动。他曾是学生非暴力协调委员会成员，还曾是黑豹党伊利诺伊州分会的创始人兼会员。在一次协调医疗诊所治疗鐮刀型紅血球疾病后，拉什开始担任市议员，并于1992年首次获选成为代表伊利诺伊州第一国会选区的联邦众议员。1999年，拉什同李察·米高·戴利竞选芝加哥市长一职，但没有成功，仅获得了28%的选票，这让他显得会在选举中不堪一击。
奥巴马时年38岁，在芝加哥大学担任讲师，并曾担任两届州参议员。虽然包括特里·林克在内的朋友以及伊利诺伊州参议院的同事都警告奥巴马没必要同拉什竞选，因为对选民们来说缺乏一个由他来取代后者的理由，但奥巴马还是决定参选，他声称这是因为自己在伊利诺伊州议会里受到共和党的阻挠，并且感觉自己可以比拉什更好的代表这一选区。另外与拉什竞选的还包括州参议员邓恩·特罗特、警官乔治·罗比（George Roby），以及获得共和党提名，曾多次参加选举的雷蒙德·沃汀利，他平常的工作是小丑。

## 竞选
奥巴马于1999年9月加入竞选，这时距初选还有6个月的时间，他指称拉什代表的是“植根于过去的政治”，没有能力给出具体的政治解决方案，他承诺与黑人社区以外的主要联盟达成共识来减少犯罪，提高医疗保障，促进经济发展以及增加教育机会。
早期民调显示拉什的知名度为90%，而奥巴马只有11%，拉什的认可度为70%，而奥巴马只有8%。訪問选民时，47%的受访者青睐拉什，10%选择奥巴马，还有5%支持同样是非裔美国人的特罗特。奥巴马的大部分支持者是白人。

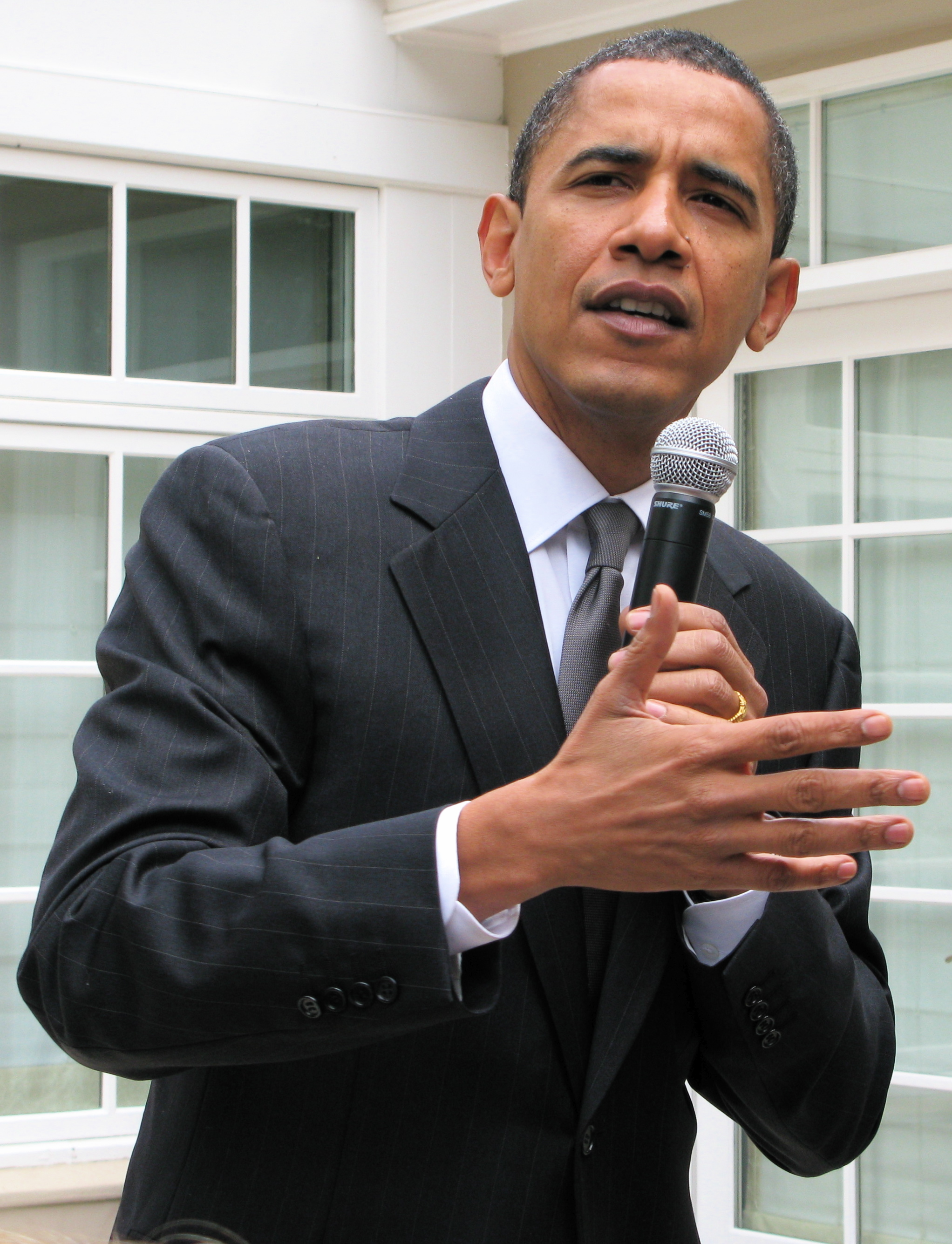
2008年竞选期间的贝拉克·奥巴马

10月中旬，拉什的儿子休伊（Huey）被杀，奥巴马为此搁置了竞选活动。州长乔治·瑞安召集伊利诺伊州议会召开特别会议，重新制订一系列枪支安全法案，这是拉什长期关注的一个议题，但之后被伊利诺伊州最高法院推翻。奥巴马支持了这些法案，但会议一直拖延到了圣诞节。奥巴马每年都会和家人一起到夏威夷州过圣诞，看望养大自己的祖母，这年也不例外。他原本预计会议将在1月继续，但没想到议会提前举行了一次关键投票，在奥巴马等多人缺席的情况下，法案以5票之差未能通过。对此奥巴马因未及时回来投票而受到指责，他表示自己本能早些飞回来，但他18个月大的女儿生病了。与此同时，拉什的竞选也因他获得的同情而有了更加看好的前景。
奥巴马住在芝加哥的海德公园，这里较第一选区其它地区富裕，白人选民比例也较高。有意見形容他与拉什之间的竞选是“黑豹对抗教授”，奥巴马对落后表现紧张，拉什这样批评了奥巴马：“贝拉克·奥巴马去了哈佛，变成了一个书呆子。我们对这些拿着东部精英学位的家伙没有什么深刻印象。贝拉克就是个在书上看到民权抗议活动就以为自己什么都懂了的人。”。特罗特称，“贝拉克被视为是我们社会中一个长了副黑人面孔的白人。”。虽然《芝加哥論壇報》表示支持奥巴马，但更多的人，包括地方官员，总统比尔·克林顿和副总统兼民主党总统候选人提名人选阿尔·戈尔都表示支持拉什。
奥巴马筹集到了足够资金来继续与拉什竞争，但他没能获得选区中足够非裔美国人工薪阶层的认可，也没有拿出一个有说服力的理由让他们选择投票支持自己而不是拉什。奥巴马之后写道：“距选举还有不到一半时间了，我骨子里很清楚自己会输。从那时起，我每天早上都带着一种模糊的恐惧感醒来，知道自己必须整天保持微笑并且与人握手，假装一切事情都正如计划的那样进展顺利。”

## 结果

### 初选
拉什在2000年3月21日举行的初选中以超过对手一倍的得票数击败奥巴马，获得民主党提名，而沃汀利则赢得了共和党提名
| 政党   | 政党   | 候选人        | 票数   | %     | ± |
| ------ | ------ | ------------- | ------ | ----- | - |
|        | 民主党 | 鲍比·拉什     | 59,599 | 61.03 |   |
|        | 民主党 | 贝拉克·奥巴马 | 29,649 | 30.36 |   |
|        | 民主党 | 邓恩·特罗特   | 6,915  | 7.08  |   |
|        | 民主党 | 乔治·罗比     | 1,501  | 1.54  |   |
| 多数票 | 多数票 | 多数票        | 29,950 | 30.66 |   |
| 合计   | 合计   | 合计          | 97,664 | 100   |   |

| 政党 | 政党   | 候选人        | 票数  | %   | ± |
| ---- | ------ | ------------- | ----- | --- | - |
|      | 共和黨 | 雷蒙德·沃汀利 | 2,721 | 100 |   |

### 普选
拉什在普选中击败沃汀利
| 政党   | 政党               | 候选人        | 票数    | %     | ± |
| ------ | ------------------ | ------------- | ------- | ----- | - |
|        | 民主党             | 鲍比·拉什     | 172,271 | 87.81 |   |
|        | 共和黨             | 雷蒙德·沃汀利 | 23,915  | 12.19 |   |
| 多数票 | 多数票             | 多数票        | 148,356 | 75.62 |   |
|        | 民主党保持既有席位 |               |         |       |   |

## 后续
奥巴马之后称与拉什竞选失败是他的一个低谷，并承认了自己的狂妄自大。不过，许多分析认为奥巴马的这一失败让他认识到自己的不足，进而在2004年的伊利诺伊州联邦参议员选举以及2008年美国总统选举中获得胜利。奥巴马曾被认为是个在政策方面思维僵化的书呆子，他用这一次选举的经历来磨练自己与选民打交道的能力。据奥巴马早期的支持者，芝加哥市议员托尼·普里克温克所说，奥巴马“在那次竞选后仔细地审视了自己，成为一个更优秀的活动家，在竞选过程中更加放松”。他在竞选中投入更大的努力，聘请大卫·阿克塞尔罗德担任自己的首席政治战略家。并且他在伊利诺伊州参议院的工作也更加努力，改善了自己在立法领域所获得的成绩。
2004年，奥巴马在民主党全国大会上发表主题演讲。这次演讲后，一些政治评论家预测他将来有望成为总统候选人。同年当选联邦参议员后，媒体对奥巴马将来的计划出现了许多猜测。2007年2月，奥巴马宣布自己有意争夺2008年民主党总统候选人提名，并以美国历史上最微弱的差距击败希拉里·罗德姆·克林顿成功获得提名，之后成功地在普选中击败同为联邦参议员的約翰·麥凱恩当选为美国总统。